# John Kerr (markiz)
John William Robert Kerr (ur. 1 lutego 1794, zm. 14 listopada 1841) – brytyjski arystokrata i polityk, najstarszy syn Williama Kerra, 6. markiza Lothian, i lady Harriet Hobart, córki 2. hrabiego Buckinghamshire.
Od urodzenia tytułowany był lordem Newbottle. W latach 1815–1824 nosił tytuł hrabiego Ancram. W 1820 został wybrany do Izby Gmin z ramienia partii torysów jako reprezentant okręgu Huntingdon. W Izbie Gmin zasiadał do 1824, kiedy to po śmierci ojca odziedziczył tytuł markiza Lothian i zasiadł w Izbie Lordów. W latach 1824–1841 był Lordem Namiestnikiem Roxburghshire. We wrześniu 1841 r. został kapitanem Ochotników Gwardii (oraz zastępcą rządowego whipa w Izbie Lordów) w administracji Roberta Peela. Urzędy te sprawował do swojej śmierci w listopadzie tego roku.
19 lipca 1831 r. w Londynie poślubił lady Cecil Chetwynd-Talbot (17 kwietnia 1808 - 13 maja 1877), córkę Charlesa Chetwynda-Talbota, 2. hrabiego Talbot, i Frances Lambert, córki Charlesa Lamberta. John i Cecil mieli razem pięciu synów i dwie córki:
- Cecil Elizabeth Kerr (zm. 13 lutego 1866)
- Alice Mary Kerr (zm. 25 stycznia 1892), żona Thomasa Gainsforda, miała dzieci
- William Schomberg Robert Kerr (12 sierpnia 1832 - 6 lipca 1870), 8. markiz Lothian
- Schomberg Henry Kerr (2 grudnia 1833 - 17 stycznia 1900), 9. markiz Lothian
- generał-major Ralph Drury Kerr (11 sierpnia 1837 - 18 września 1916), ożenił się z lady Anne Fitzalan-Howard, miał dzieci, jego synem był 11. markiz Lothian
- admirał Walter Talbot Kerr (28 września 1839 - 12 maja 1927), ożenił się z lady Amabell Cowper, miał dzieci, jego wnukiem był 12. markiz Lothian
- John Montagu Hobart Kerr (24 kwietnia 1841 - 2 stycznia 1855)